# Леополд Лудвиг (Пфалц-Велденц)
Леополд Лудвиг фон Пфалц-Велденц (на немски: Leopold Ludwig von Pfalz-Veldenz; * 1 февруари 1625, Лаутерекен; † 29 септември 1694, Страсбург) от фамилията Вителсбахи (линия Пфалц-Велденц), е от 1634 г. до смъртта си пфалцграф и херцог на Велденц-Лютцелщайн.

## Живот
Той е петият син на пфалцграф Георг Густав фон Пфалц-Велденц (1564 -1634) и втората му съпруга пфалцграфиня Мария Елизабет фон Цвайбрюкен (1581 – 1637), дъщеря на пфалцграф и херцог Йохан I фон Пфалц-Цвайбрюкен.
Леополд Лудвиг е на 9 години, когато баща му умира, и регентството води чичо му Георг Йохан II фон Лютцелщайн, който го възпитава. След смъртта на чичо му Георг Йохан II през 1654 г. Леополд Лудвиг наследява тероториите му.
Леополд Лудвиг затваря през 1678 г. в Лаутерекен за около една година сина си Густав Филип и нарежда да бъде застрелян († 1679). Леополд Лудвиг определя в завещанието си от 8 април 1692 г. за наследник на Пфалц-Велденц шведския крал Карл XI, но се пявяват и други кандидати, курфюрст Йохан Вилхелм фон Пфалц, пфалцграф Кристиан Август фон Зулцбах и пфалцграф Кристиан II фон Пфалц-Цвайбрюкен-Биркенфелд.

## Фамилия
Леополд Лудвиг се жени на 4 юли 1648 г. в Бишвайлер за Агата Христина фон Ханау-Лихтенберг (* 1632, Бухсвайлер; † 1681, Страсбург), дъщеря на граф Филип Волфганг фон Ханау-Лихтенберг (1595 – 1641) и първата му съпруга графиня Йохана фон Йотинген-Йотинген (1602 – 1639). Нейната неомъжена сестра София Елеонора (1630 – 1662) живее при тях. Те имат 12 деца:
- дъщеря (*/† 1649)
- Анна София (1650 – 1706), монахиня
- Густав Филип (1651 – 1679)
- Елизабет Йохана (1653 – 1718)

∞ 1669 вилд- и Рейнграф Йохан XI фон Салм-Кирбург-Мьорхинген (1635 – 1688)
- Христина (1654 – 1655)
- Христина Луиза (1655 – 1656)
- Христиан Лудвиг (1656 – 1658)
- Доротея (1658 – 1723)

∞ 1707 (развод 1723) пфалцграф Густав Самуел Леополд фон Пфалц-Цвайбрюкен (1670 – 1731)
- Леополд Лудвиг (1659 – 1660)
- Карл Георг (1660 – 1686), убит
- Агнес Елеонора (1662 – 1664)
- Август Леополд (1663 – 1689), убит